# Флинн, Джонни (музыкант)
Джо́нни Флинн (англ. Johnny Flynn; род. 14 марта 1983, Йоханнесбург) — британский музыкант, композитор, автор песен и актёр.
Флинн является певцом и автором песен английской фолк-рок группы Johnny Flynn & The Sussex Wit. Он также известен по ролям в телесериалах «Вспомнить все связи» и «Гений».

## Биография
Флинн родился в Йоханнесбурге, ЮАР в семье актёра и певца Эрика Флинна и его второй жены Кэролайн Форбс. У него есть единокровные братья от первого брака его отца, актёры Джером Флинн и Дэниел Флинн, а также старшая сестра Керри Флинн и младшая сестра Лилли Флинн от второго брака отца. В возрасте двух лет он переехал с семьёй в Великобританию.
Флинн выиграл музыкальную стипендию в школе Пилигримс, независимой школе в Уинчестере, Гэмпшир, где он пел в церковном хоре и учился играть на двух инструментах (скрипка и труба), как того требовала стипендия. Позже он самостоятельно выучился играть на гитаре и получил вторую стипендию и школе Бедалес, независимой школе в городке Стрип в Гэмпшире. Он изучал актёрское мастерство в Академии драматического искусства Веббера Дугласа.
В 2011 году Флинн женился на Беатрис Миннис; у супругов есть трое детей.

## Фильмография
| Год       |     | Русское название                              | Оригинальное название                         | Роль                     |
| --------- | --- | --------------------------------------------- | --------------------------------------------- | ------------------------ |
| 2005      | с   | Убийство в пригороде                          | Murder in Suburbia                            | Джош Иган                |
| 2006      | с   | Холби Сити                                    | Holby City                                    | Карл Массингэм           |
| 2006      | ф   | Крестоносец в джинсах                         | Kruistocht in spijkerbroek                    | Долф Вега                |
| 2008      | с   | Питер Кингдом вас не бросит                   | Kingdom                                       | Дэвид Мэттьюс            |
| 2011      | ф   | Лотофаги                                      | Lotus Eaters                                  | Чарли                    |
| 2012      | ф   | Что-то в воздухе                              | Something in the Air                          | неизвестно               |
| 2014      | ф   | Однажды в Нью-Йорке                           | Song One                                      | Джеймс Форрестер         |
| 2014      | ф   | Зильс-Мария                                   | Clouds of Sils Maria                          | Кристофер Джайлз         |
| 2014—2016 | с   | Вспомнить все связи                           | Lovesick                                      | Дилан                    |
| 2014      | с   | Искатели сокровищ                             | Detectorists                                  | Джонни Пайпер            |
| 2015      | с   | По-братски                                    | Brotherhood                                   | Тоби                     |
| 2016      | мтф | Кошмарные миры Герберта Уэллса                | The Nightmare Worlds of H.G. Wells            | Алек Харрингей           |
| 2016      | ф   | Любовь гуще воды                              | Love Is Thicker Than Water                    | Артур                    |
| 2017      | кор |                                               | Contractor 014352                             | парень                   |
| 2017      | с   | Внутри девятого номера                        | Inside No. 9                                  | Эллиот Куинн             |
| 2017      | с   | Гений                                         | Genius                                        | молодой Альберт Эйнштейн |
| 2017      | ф   | Зверь                                         | Beast                                         | Паскаль                  |
| 2018      | ф   |                                               | A Smallholding                                | Тонки                    |
| 2018      | с   | Гений                                         | Genius                                        | Ален Кюни                |
| 2018      | с   | Ярмарка тщеславия                             | Vanity Fair                                   | Уильям Доббин            |
| 2018      | с   | Отверженные                                   | Les Misérables                                | Феликс Толомье           |
| 2020      | ф   | Эмма                                          | Emma                                          | Джордж Найтли            |
| 2020      | ф   | Дэвид Боуи: История человека со звёзд         | Stardust                                      | Дэвид Боуи               |
| 2022      | ф   | Костюм                                        | Outfit                                        | Фрэнсис                  |
| 2023      | с   | Любовники                                     | The Lovers                                    | Seamus                   |
| 2023      | ф   | Одна жизнь                                    | One Life                                      | Ники Уинтон в молодости  |
| 2024      | ф   | National Theatre Live: The Motive and the Cue | National Theatre Live: The Motive and the Cue | Ричард Бёртон            |
| 2024      | с   | Рипли (сериал)                                | Ripley                                        | Дики Гринлиф             |

## Дискография
- A Larum (2008) №98 UK[9]
- Sweet William EP (2009)
- Been Listening (2010)
- A Film Score of a Bag of Hammers (2012)
- Country Mile (2013) №58 UK[9]
- Live in Washington DC (2014)
- Detectorists Theme (2014)
- Sillion (2017) №96 UK[9]